# Bertelsmann

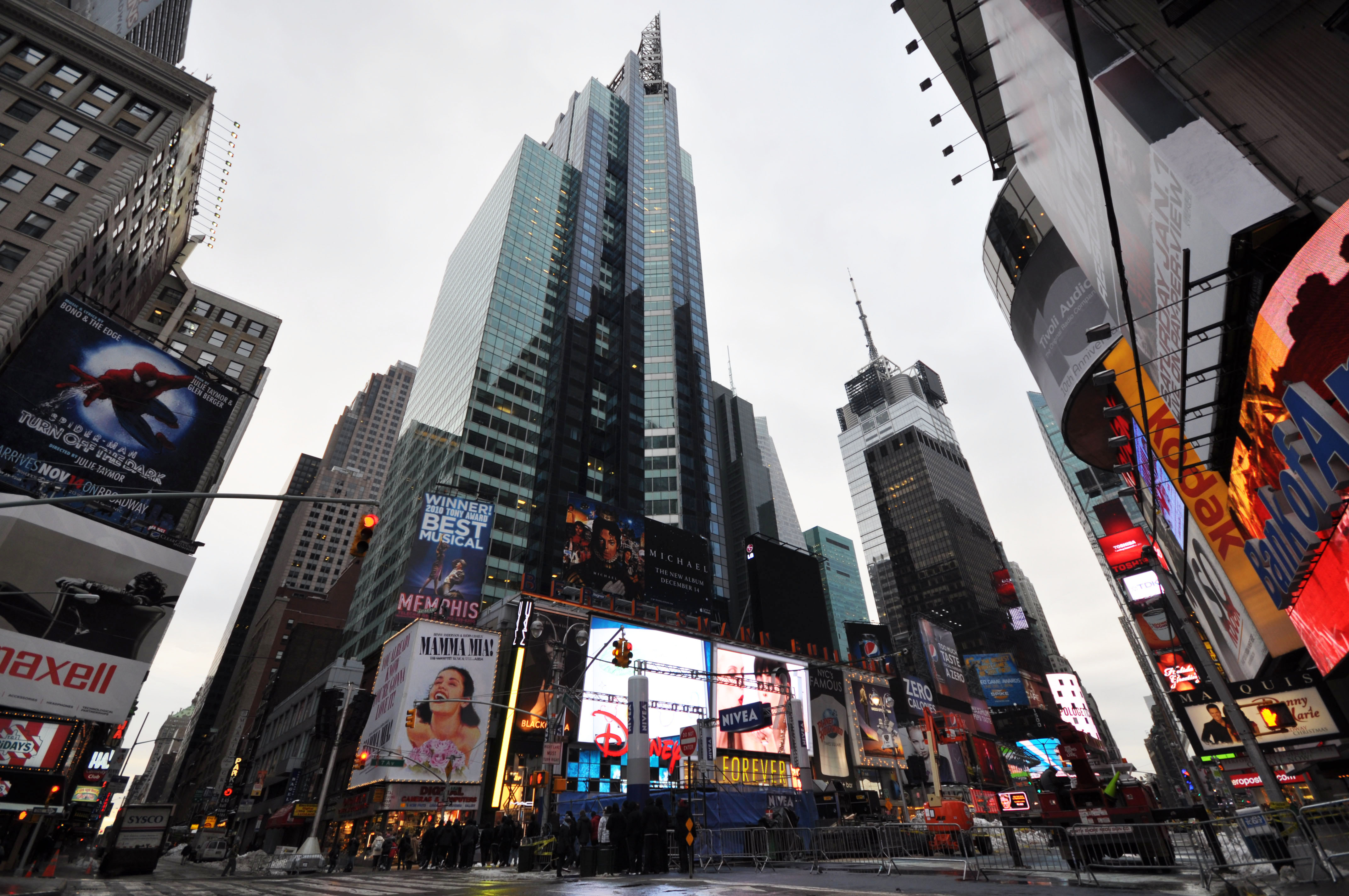
Bertelsmann Building na Times Square w Nowym Jorku

Bertelsmann SE & Co. KGaA – międzynarodowy koncern mediowy założony w 1835 z siedzibą w Gütersloh, w Niemczech. Spółka działa w 63 krajach i zatrudnia ponad 100 tys. pracowników (stan na 30 czerwca 2007). W 2006 roku koncern odnotował przychody w wysokości 19,3 miliarda euro, zysk operacyjny (EBIT) wyniósł 1,87 miliarda euro, a dochód netto 2,4 miliarda euro. Od 1 stycznia 2008 do końca 2011 dyrektorem generalnym Bertelsmann AG był Hartmut Ostrowski.

## Działalność

### Przedsiębiorstwa zależne
Bertelsmann składa się z 6 oddziałów:
- Arvato, dział zajmujący się outsourcingiem;
- RTL Group, europejski nadawca telewizyjny;
- BMG Rights Management(inne języki), międzynarodowa firma muzyczna (powstała po sprzedaniu BMG)
- Random House, największe na świecie wydawnictwo literatury popularnej;
- Gruner + Jahr(inne języki), największe w Europie wydawnictwo czasopism;
- Direct Group, oddział w skład którego wchodzą: czytelniczy oraz muzyczny klub wysyłkowy, księgarnie, sklepy internetowe oraz wydawnictwa w 16 krajach.

### Historia
Wydawnictwo C. Bertelsmann Verlag założone zostało jako dom wydawniczy i drukarnia w lipcu 1835 roku przez Carla Bertelsmanna. Na początku Bertelsmann wydawał chrześcijańskie pieśni i książki. W 1851 roku przedsiębiorstwo prowadzone przez syna Carla Bertelsmanna zaczęła wydawać powieści.
W 1939 roku wydawnictwo zatrudniało 440 osób. Podczas II wojny światowej Bertelsmann był największym wydawcą książek dla Wehrmachtu. Właściciel Heinrich Mohn i jego syn Reinhard Mohn byli członkami SS. Wśród nazistowskich autorów znaleźć można było Willa Vespera, który przemawiał podczas palenia książek w 1933 roku w Dreźnie i Hansa Grimma. Po wojnie na pewien czas przedsiębiorstwo zostało zamknięte, by zostać ponownie otwarte w 1947 roku przez Reinharda Mohna, rannego w czasie wojny i pojmanego przez Amerykanów w 1943 roku w Tunezji.
W latach 50. Bertelsmann rozszerzył swą działalność o klub książki Bertelsmann Leserring i wszedł na rynek muzyczny i filmowy (Ufa Filmproduktionsgesellschaft).
W latach 80. Bertelsmann zaczął rozszerzać swą działalność międzynarodową: zakup marki American Arista, Bantam Books, RCA Victor i domu wydawniczego Doubleday, a w latach 90. Random House w USA. Reinhard Mohn zmarł w 2009 roku.

### Udziałowcy
Większość, bo aż 76,9% udziałów Bertelsmanna posiada Bertelsmann Stiftung, organizacja non-profit i polityczny think tank założona przez rodzinę Mohn. Pozostałe 23,1% udziałów jest w posiadaniu samej rodziny Mohn.
Do roku 2006 Bertelsmann w 1/4 należał do Alberta Frère’a, belgijskiego magnata przemysłowego.

### Wydawnictwa
Bertelsmann wydaje słownik języka niemieckiego Der große Wahrig pod szyldem Der Wissen Media Verlag – wydawnictwa należącego do grupy Direct Group.